# Нырсовары
Нырсовары — деревня в Пестречинском районе Татарстана. Входит в состав Янцеварского сельского поселения.

## География
Находится в северо-западной части Татарстана на расстоянии приблизительно 28 км на восток по прямой от районного центра села Пестрецы у речки Нырса.

## История
Основана в период Казанского ханства. 

## Население
Постоянных жителей было: в 1859 - 114, в 1897 - 260, в 1908 - 344, в 1920 - 458, в 1926 - 439, в 1938 - 395, в 1949 - 389, в 1958 - 355, в 1970 - 428, в 1979 - 363, в 1989 - 221, в 2002—180 (татары 96%), 139 в 2010.